# Bob Bryar
Bob Bryar (La Grange (Illinois), 31 december 1979 – Shelbyville (Tennessee), 24 november 2024) was van 2004 tot 2010 drummer in de band My Chemical Romance. Hij verving de voorgaande drummer Matt Pelissier nadat deze problemen had met andere leden van de band.
Bob had voor het eerst meegewerkt aan een cd van MCR toen ze de nieuwste cd 'The Black Parade' gingen maken. Bob was het lid van de band die niet zo van publiciteit houdt, hij had een hekel aan camera's. Hierdoor werd Bob vaak onderschat en kreeg hij minder aandacht dan andere leden van de band. Op 26 november 2024 meldde het tabloid TMZ dat Bob overleden werd aangetroffen in zijn woning.

## Bob's soloproject
Tijdens het maken van de videoclip voor 'Welcome To The Black Parade', maakte Bob een grapje en ging achter de microfoon staan en zei: "Downtown I practise my soloproject, it's all songs about Gerard". Vervolgens begon hij met zingen: "Oh Gerard, Gerard you make my heart burn".
Fans vonden dit zo lief en grappig, dat er een speciale website is gemaakt. Ook gaan er avatars rond over het internet met de tekst: "Use this icon if you support Bob Bryar's Solo Project".
Nadat Bob ook nog eens op de foto is gegaan met een papier in z'n hand waar op stond: "Gerard makes my heart burn," is het soloproject een geliefde "grap" geworden.

## Bob stapt uit My Chemical Romance
Op 3 maart 2010 plaatste Frank Iero (gitarist van My Chemical Romance) op de officiële site van My Chemical Romance het bericht dat Bob en de band hun samenwerking stop hebben gezet. Hij werd opgevolgd door drummer Michael Pedicone.
Bryar werd op dinsdag 26 november 2024 dood aangetroffen in zijn huis in Tennessee.Volgens zijn overlijdensbericht is hij 2 dagen eerder overleden.